# Timia monticola
Timia monticola är en tvåvingeart som beskrevs av Becker 1906. Timia monticola ingår i släktet Timia och familjen fläckflugor. Inga underarter finns listade i Catalogue of Life.